# Intendencia de Potosí
La intendencia de Potosí o provincia de Potosí, fue una división territorial integrante del Imperio español dentro del virreinato del Río de la Plata. Corresponde actualmente como un departamento de la actual Bolivia.
La intendencia, además de la Villa Imperial de Potosí, estaba dividida entre los partidos de: Chayanta o Charcas (con cabecera en el pueblo de Chayanta), Chichas (con cabecera en el pueblo de Tupiza), Porco (con cabecera en el pueblo de Puna), Lípez (con cabecera en el pueblo de San Cristóbal), Tarija (con cabecera en la Villa de San Bernardo de Tarija) y, según en la historiografía boliviana, el partido de Atacama (con cabecera en el pueblo de San Pedro de Atacama).
El intendente era también superior de 4 superintendencias: de la Real Casa de Moneda, de Minas, de Mita, y del Real Banco de San Carlos de Rescates.

## Historia

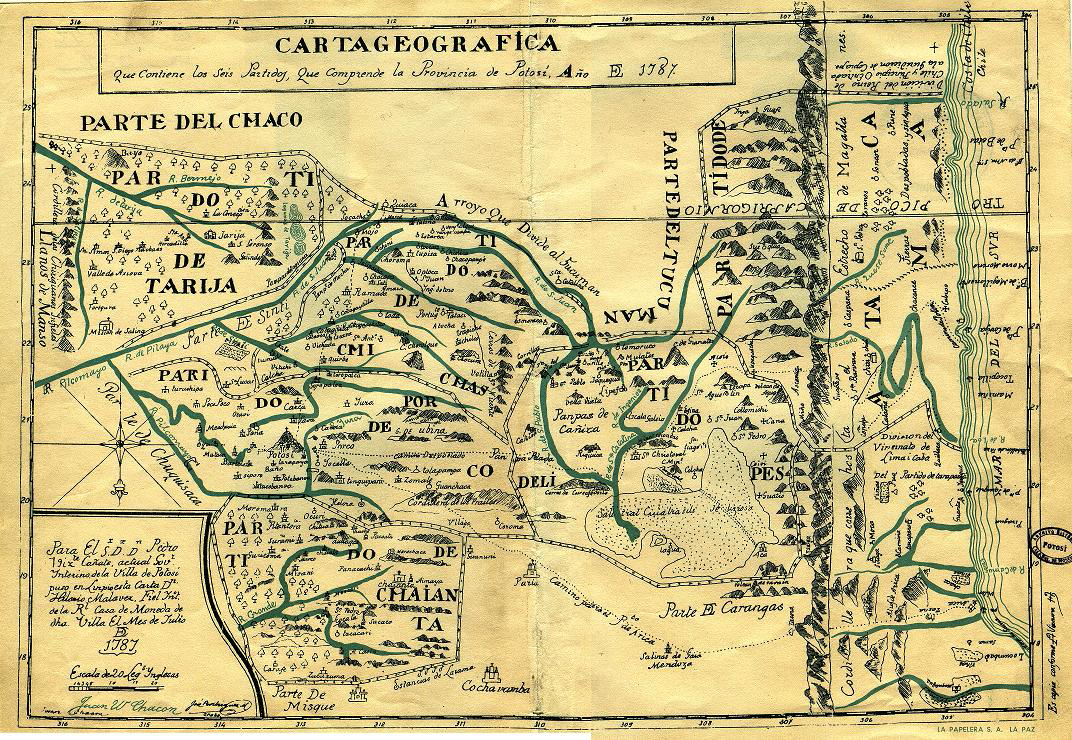
Mapa de la intendencia de Potosí. Pedro Vicente Cañete, 1787.

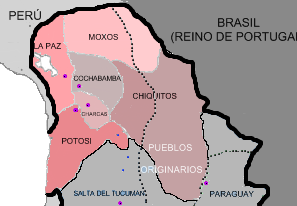
Mapa del Alto Perú.

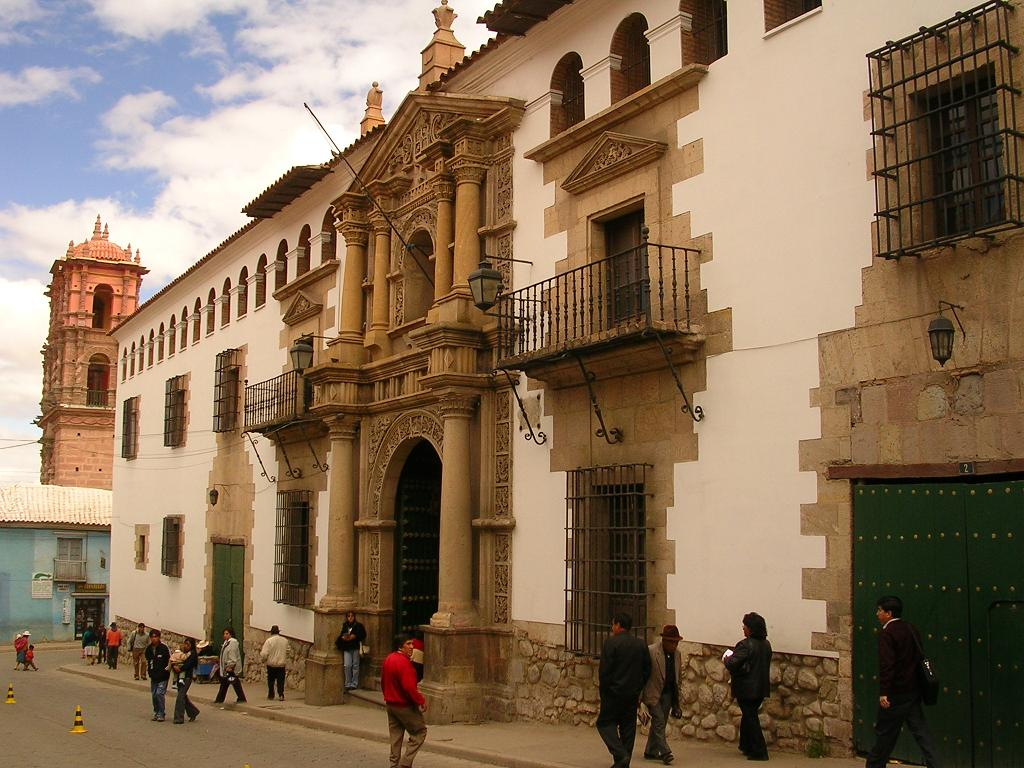
Casa de la Moneda en Potosí.

El corregimiento de indios de Potosí o Porco fue creado en 1561, cuando el asiento y minas de Potosí fue separado de la jurisdicción de Chuquisaca el 21 de noviembre de 1561, elevándola a Villa Imperial de Potosí mediante la capitulación hecha en la ciudad de Los Reyes.
La intendencia fue creada por la Real Ordenanza de Intendentes de Ejército y Provincia del 28 de enero de 1782, que dividió el virreinato del Río de la Plata en ocho intendencias, entre ellas la de Potosí:

Art. 1º: A fin de que mi Real voluntad tenga su pronto y debido efecto, mando dividir por ahora en ocho Intendentes el distrito de aquel Virreinato, y que en lo sucesivo se entienda por una sola Provincia el territorio o demarcación de cada Intendencia con el nombre de la Ciudad o Villa que hubiese de ser su Capital, y en que habrá de residir el Intendente quedando las que en la actualidad se titulan Provincias con la denominación de Partidos, y conservando estos el nombre que tienen aquellas. Será una de dichas Intendencias la General del Ejército y Provincia que ya se halla establecida en la Capital de Buenos Aires y su distrito privativo será todo el de aquel Obispado. Las siete restantes, que han de crearse, serán solo de Provincia; (...) otra en la Ciudad de La Plata, cuyo distrito será el del Arzobispado de Charcas, excepto la Villa de Potosí con todo el territorio de la Provincia de Porco en que está situada, y los de los de Chachanta o Charcas, Atacama, Lípez, Chichas y Tarija, pues estas cinco Provincias han de componer el distrito privativo de la restante Intendencia, que ha de situarse en la expresada Villa, y tener unida la superintendencia de aquella Real Casa de Moneda, la de sus Minas y Mita, y la del Banco de rescates con lo demás correspondiente. Y las expresadas demarcaciones se especificarán respectivamente en los títulos que se espedieren a los nuevos Intendentes que Yo elija, pues me reservo nombrar siempre y por el tiempo de mi voluntad para estos empleos personas de acreditado celo, honor, integridad y conducta, como que descargaré en ellas mis cuidados, cometiendo al suyo el inmediato gobierno y protección de mis Pueblos

El 22 de agosto de 1783 el rey nombró al gobernador Juan del Pino Manrique como primer gobernador intendente de Potosí. La adopción formal del sistema de intendencias en el virreinato fue dado a conocer en Buenos Aires el 29 de noviembre de 1783 por bando del virrey Juan José de Vértiz y Salcedo, junto con la designación de los intendentes. El 28 de enero de 1784 el intendente Del Pino Manrique ya se hallaba instalado y envió las primeras instrucciones a los cinco subdelegados designados mediante la Instrucción metódica para el régimen y gobierno de los subdelegados de esta Intendencia de Potosí y su provincia, que recibió aprobación real el 3 de octubre de ese año.
El partido de Tarija fue creado en 1785 separándolo del partido de Chichas, con cabecera en la Villa de San Bernardo de Tarija. El 16 de diciembre de 1787 el intendente Juan del Pino Manrique envió al virrey marqués de Loreto un detallado informe denominado Descripción de la villa de Potosí, y partidos sujetos a su intendencia.
El 9 de mayo de 1788 el rey designó a Francisco de Paula Sanz como segundo gobernador intendente de Potosí, quien tomó el mando el 18 de diciembre de 1788.
Dos cédulas del rey de España del 17 de febrero de 1807 ordenaron segregar el territorio de Tarija con el Gran Chaco incluido, de la intendencia de Potosí y del arzobispado de Charcas e incorporarlos a la intendencia de Salta del Tucumán y al obispado de Salta. Se convocó a un Cabildo Abierto el 25 de julio de 1807, donde se aceptó completamente la decisión de separarse de Potosí, pero también se  gobernación de Salta, lo cual formó una fuerte oposición a la administración del gobierno de la Corona española, los conflictos se llevaba por malas gestiones de las autoridades potosínas esto le llevaba al territorio de Tarija gobernarse por su cabildo y en situaciones críticas dependía de la Gobernación del Tucumán y de la Gobernación del Paraguay, el territorio sería luego incorporado a Potosí de manera indiferente, estas quejas se quedaron de lado en España por los conflictos de ese entonces y dejaron al territorio en disposición de sus autoridades, este suceso llevó al territorio de Tarija formarse en un estado o gobernación autónoma desde 1807. Tarija al no tener una organización para formar un obispado, acató la sección del ámbito religioso y la diócesis de Tarija se integró al obispado de Salta.

El pueblo de Tarija recorre con honor la historia de estos males, y deseando poner fin a ello, o remediarlos en la parte que esté a su alcance, pide que se le declare por la Excma. Junta Gubernativa, libre e independiente del Gobierno de Salta, cuyas funciones deberán recaer en este Cabildo, y Junta, bajo de los reglamentos y estatutos que tengan a bien dictar aquella Excma. Para que se miren por estos Magistrados con la mayor consideración unos objetos que tanto interesan al bien público.

El 25 de mayo de 1810 se produjo la Revolución de Mayo en Buenos Aires, durante la cual fue depuesto el virrey Baltasar Hidalgo de Cisneros. Al conocer los hechos el 17 de junio de 1810 el intendente Sanz mantuvo Potosí bajo gobierno español.
El 13 de julio de 1810, el virrey del Perú decretó la reincorporación provisional del distrito jurisdiccional de la Real Audiencia de Charcas al virreinato del Perú, hasta que fuera repuesto el virrey de Buenos Aires.
Otra cédula real del 2 de marzo de 1811 ratificó y confirmó en todas sus partes la cédula real de 1807 y reiteró que Chichas estaba incluida en el partido de Tarija.
La Villa Imperial de Potosí fue ocupada tres veces por los ejércitos auxiliares argentinos (Ejército del Norte) durante la guerra de independencia: 25 de noviembre de 1810 al 27 de agosto de 1811, 17 de mayo a diciembre de 1813 y de abril a julio de 1815. Las tropas españolas, comandadas por Pedro Antonio Olañeta abandonarían definitivamente la ciudad de Potosí el 28 de marzo de 1825.
El 13 de marzo de 1811 fue elegida en Potosí la junta provincial gubernativa, compuesta por: Joaquín de la Quintana, José Eugenio Cabezas, José María de los Santos y Rubio, Manuel de Tapia, siendo gobernador intendente Feliciano Antonio Chiclana.
En el decreto de Antonio José de Sucre del 9 de febrero de 1825, se mencionan los partidos en que se dividía la intendencia/departamento en ese momento:

El departamento de Potosi nombrará tres diputados por Potosí, tres por Chayanta, tres por Porco, tres por Chichas, uno por Atacama, y otro por Lipes.

El 29 de marzo de 1825 Sucre nombró como presidente provisorio de Potosí, aboliendo el título de gobernador intendente, a Leandro de Uzin. En mayo fue reemplazado por Guillermo Miller y algunos meses después por Casimiro Olañeta.
El partido de Atacama se hallaba agregado a la jurisdicción de la intendencia de Salta del Tucumán desde 1816, pero al liberarse el Alto Perú del dominio realista, el presidente interino de la intendencia de Potosí, general Guillermo Miller, ordenó al subdelegado Luis Alberto Ortega la sumisión a su gobierno. Lo que fue cumplido el 5 de abril de 1825, quedando el partido separado de Salta.
El departamento de Potosí fue creado a partir de la intendencia de Potosí, mediante decreto supremo de 23 de enero de 1826 del mariscal Sucre, siendo su primer prefecto León Galindo.

## Gobernadores intendentes
- Juan del Pino Manrique (enero de 1784 - 18 de diciembre de 1788)
- Francisco de Paula Sanz (18 de diciembre de 1788 - 10 de noviembre de 1810)
- Joaquín de la Quintana (10 de noviembre de 1810 - 25 de noviembre de 1810). Interino, revolucionario.
- Juan José Castelli (25 de noviembre de 1810 - 27 de diciembre de 1810). Interino, revolucionario
- Pedro Lobo (27 de diciembre de 1810 - enero de 1811). Interino, revolucionario
- Feliciano Antonio Chiclana (enero de 1811 - 1811). Revolucionario
- Juan Martín de Pueyrredón (4 de agosto de 1811 - 27 de agosto de 1811). Interino, revolucionario
- Miguel Lamberto de Sierra (25 de agosto de 1811 - 29 de octubre de 1811). Interino, realista
- Mariano de Campero y Ugarte (20 de septiembre de 1811 - 1 de marzo de 1813). Realista
- Buenaventura Salinas (1 de marzo de 1813 - 21 de diciembre de 1813). Revolucionario
- Apolinario Figueroa (11 de septiembre de 1813 - octubre de 1813). Sustituto, revolucionario
- Gerónimo Marrón y Lombera (21 de diciembre de 1813 - 22 de octubre de 1814). Realista
- Felipe Lizarazu, conde de Casa Real de Moneda (1814 - 26 de abril de 1815). Realista
- Apolinario Figueroa (5 de mayo de 1815 - julio de 1815). Revolucionario